# José María Sarastí
 (juin 2025).
Vous pouvez aider à l'améliorer ou bien discuter des problèmes sur sa page de discussion.
- Il ne cite pas suffisamment ses sources. Vous pouvez indiquer les passages à sourcer avec {{référence nécessaire}} ou {{Référence souhaitée}}, et inclure les références utiles en les liant aux notes de bas de page. (Marqué depuis octobre 2023)
- Son texte doit être wikifié : il ne correspond pas à la mise en forme Wikipédia (style, typographie, liens internes, liens entre les wikis, etc.). (Marqué depuis octobre 2023)
- La traduction doit être revue. Le contenu est difficilement compréhensible à cause d’erreurs de traduction, peut-être dues à l’utilisation d’un logiciel de traduction automatique. (Marqué depuis octobre 2023)

- Archive Wikiwix
- Bing
- Cairn
- DuckDuckGo
- E. Universalis
- Gallica
- Google
- G. Books
- G. News
- G. Scholar
- Persée
- Qwant
- (zh) Baidu
- (ru) Yandex
- (wd) trouver des œuvres sur Wikidata

José María Sarastí y Ladrón de Guevara est un militaire et homme politique équatorien qui a exercé en tant que membre de la junte de gouvernement de facto en 1883 après le renversement du président Ignacio de Veintemilla.

## Biographie
Né à Pupiales (actuelle République de Colombie) en 1837, fils de Manuel Sarasti y Garzón et de Gertrudis Ladrón de Guevara.
Il était encore très jeune lorsque ses parents sont venus en Équateur pour s'installer à Guano et Riobamba, où il a fait l'ensemble de ses études. Plus tard, une fois devenu majeur, il a adopté la nationalité équatorienne.
"Homme libéral, tolérant, avisé, patriote, républicain, très courageux, doté de caractère, de persévérance et de brillantes compétences militaires", il a joué un rôle important et crucial en tant que chef et meneur de forces militaires lors de la campagne de la Restauration, contre la dictature d'Ignacio de Veintemilla.

### Coup d'État contre Veintemilla et gouvernement provisoire
En janvier 1883, il est entré à Quito pour lutter contre les forces commandées par "La Generalita" Marieta de Veintemilla, la nièce du dictateur, et après avoir vaincu la résistance des partisans du gouvernement, il a été nommé, le 14 janvier, directeur de la Guerre du Pentavirat formé à Quito par les illustres citoyens Pablo Herrera González, Luis Cordero Crespo, Pedro Ignacio Lizarzaburu, Rafael Pérez Pareja et Agustín Guerrero Lizarzaburu, qui était également connu sous le nom de gouvernement de la Restauration. Ce gouvernement a été formé alors que Veintemilla s'était retranché à Guayaquil, où il se préparait à affronter les forces d'Eloy Alfaro et Francisco Javier Salazar.
Il a ensuite envoyé une lettre à Eloy Alfaro dans laquelle il disait : "Vous et moi n'avons d'autre programme que la sauvegarde de la République, et pour cela nous devons unir nos efforts matériels, intellectuels et moraux pour agir de concert, en établissant au préalable un plan d'attaque sur Guayaquil" (Narrations Historiques, p. 109.- Eloy Alfaro).
Il se distinguait par son sens élevé de ce que devait être la discipline du soldat et l'organisation d'une armée, et grâce à ces qualités, il est devenu un militaire dont la vie servira d'exemple pour les nouvelles générations militaires.

### Révolution libérale et décès
En 1895, après la démission du président Luis Cordero Crespo à la suite du retentissant scandale de la Venta de la Bandera, Vicente Lucio Salazar, qui exerçait les fonctions de chef du pouvoir exécutif, l'a nommé chef de l'armée. Peu de temps après, la Révolution libérale de l'Équateur a éclaté à Guayaquil, proclamant la Suprématie de Eloy Alfaro, et il lui a été confié la mission de diriger l'armée régulière pour tenter d'arrêter les forces alfaristes qui, depuis Guayaquil, avançaient vers l'intérieur pour prendre le pouvoir à Quito. Les deux armées se sont affrontées le 14 août lors de la bataille de Chimbo, avec une victoire claire et décisive des libéraux commandés par le général Cornelio Vernaza Carbo. Quelques jours plus tard, la victorieuse escarmouche de Gatazo, dirigée par le général Eloy Alfaro, a eu lieu, ouvrant ainsi la voie vers la capitale de la République. Sarastí a été emprisonné.
Plus tard, en 1905, il a fait partie de la Commission nommée par le président Lizardo García pour codifier les lois militaires promulguées par le gouvernement d'Eloy Alfaro, aux côtés du général Eloy Alfaro et d'Hipólito Moncayo.
Établi à Quito, il a vécu avec honte, indignation et impuissance l'assassinat de Eloy Alfaro et des dirigeants libéraux lors de l'événement appelé la "Hoguera Barbara" en 1912. Cela a miné son moral et son esprit, et il s'est retiré dans la vie privée jusqu'à sa mort en 1926.